# Botanical Magazine, Tokyo
La Botanical Magazine, Tokyo, (abreujat en anglès Bot. Mag. (Tokyo)), va ser una revista amb il·lustracions i descripcions botàniques que va ser editada a Tòquio des del 1887 fins al 1992. Es van publicar 105 números amb el nom de Shokubutsu-gaku Zasshi. Va ser substituïda per Journal of Plant Research.
Va tenir dues etapes ben diferenciades pel que fa a l'hora de publicar les revistes:
| 1a etapa  | Publicat per                   |
| --------- | ------------------------------ |
| 1887-1954 | Tokyo: Tokyo Botanical Society |
| 1955-1992 | Tokyo: Tokyo Botanical Society |